# Petrel (fusée)
Pour les articles homonymes, voir Petrel.
Petrel est une famille de fusées-sondes développée dans les années 1960 par la société Bristol Aerojet au Royaume-Uni. Cette fusée-sonde reprend l'architecture de la fusée-sonde Skua. Elle permet de lancer une charge utile comprise entre 18 et 25 kg à une altitude maximale comprise entre 140 et 115 km. Les fusées-sondes Petrel ont été utilisées pour lancer des charges utiles scientifiques destinées à étudier les hautes couches de l'atmosphère (Ionosphère, aéronomie) pour le compte du programme scientifique anglais mais également pour l'agence spatiale européenne de l'époque (l'ESRO). Sur le plan technique, la fusée-sonde Petrel de 2 étages. Le premier étage comprend trois accélérateurs Chick fonctionnant durant 0,2 seconde en fournissant une poussée totale de 20 kN. Le deuxième étage Lapwing fournissait 4,5 kN pendant environ 30 secondes. La fusée-sonde est lancée dans un tube long de 10 mètres. Les accélérateurs sont récupérables. Une version Petrel 2 plus puissante a été lancé à une vingtaine d'exemplaires. Elle comportait 4 accélérateurs Chick et un étage Lapwing allongé fonctionnant durant 40 secondes et permettait de lancer 18 kg à 175 km. 234 fusées-sondes Petrel sont lancées entre 1967 et 1982 principalement depuis South Uist dans les Hébrides extérieures, Esrange/Kiruna et Andøya.